# Night of Champions (kulturystyka)

## Night of Champions (New York Pro)
Zawody kulturystyczne organizowane od 1978 roku w Nowym Jorku. Jedne z czołowych profesjonalnych kulturystycznych eventów.
Pięciu najlepszych zawodników danego roku automatycznie kwalifikuje się do zawodów Mr. Olympia. 
W 2005 roku zmieniono nazwę z Night of Champions na New York Pro.

## Nagrody
- 1 miejsce - 15 000 USD + 5000 USD NY PRO RING
- 2 miejsce - 7 000 USD
- 3 miejsce - 5 000 USD
- 4 miejsce - 3 000 USD
- 5 miejsce - 2 000 USD

## Zwycięzcy zawodów w latach
- 1978	Robby Robinson
- 1979	Robby Robinson
- 1980	Chris Dickerson
- 1981	Chris Dickerson
- 1982	Albert Beckles
- 1983	Lee Haney
- 1984	Albert Beckles
- 1985	Albert Beckles
- 1986	Lee Labrada
- 1987	Gary Strydom
- 1988	Phil Hill
- 1989	Vince Taylor
- 1990	Mohammed Benaziza
- 1991	Dorian Yates
- 1992	Kevin Levrone
- 1993	Porter Cottrell
- 1994	Michael Francois
- 1995	Nasser El Sonbaty
- 1996	Ken Flex Wheeler
- 1997	Chris Cormier
- 1998	Ronnie Coleman
- 1999	Paul Dillet
- 2000	Jay Cutler
- 2001	Orville Burke
- 2002	Markus Ruhl
- 2003	Victor Martinez
- 2004	Melvin Anthony
- 2005	Darrem Charles
- 2006	Phil Heath
- 2007	Branch Warren
- 2008	Kai Greene
- 2009	Evan Centopani
- 2010	Roelly Winklaar
- 2011	Kai Greene
- 2012	Cedric McMillan
- 2013	Mamdouh Elssbiay